# 德米·德齐乌
德米·德齐乌（Demy de Zeeuw，1983年5月26日—）荷蘭已退役足球運動員，擔任防守中場。

## 足球事業

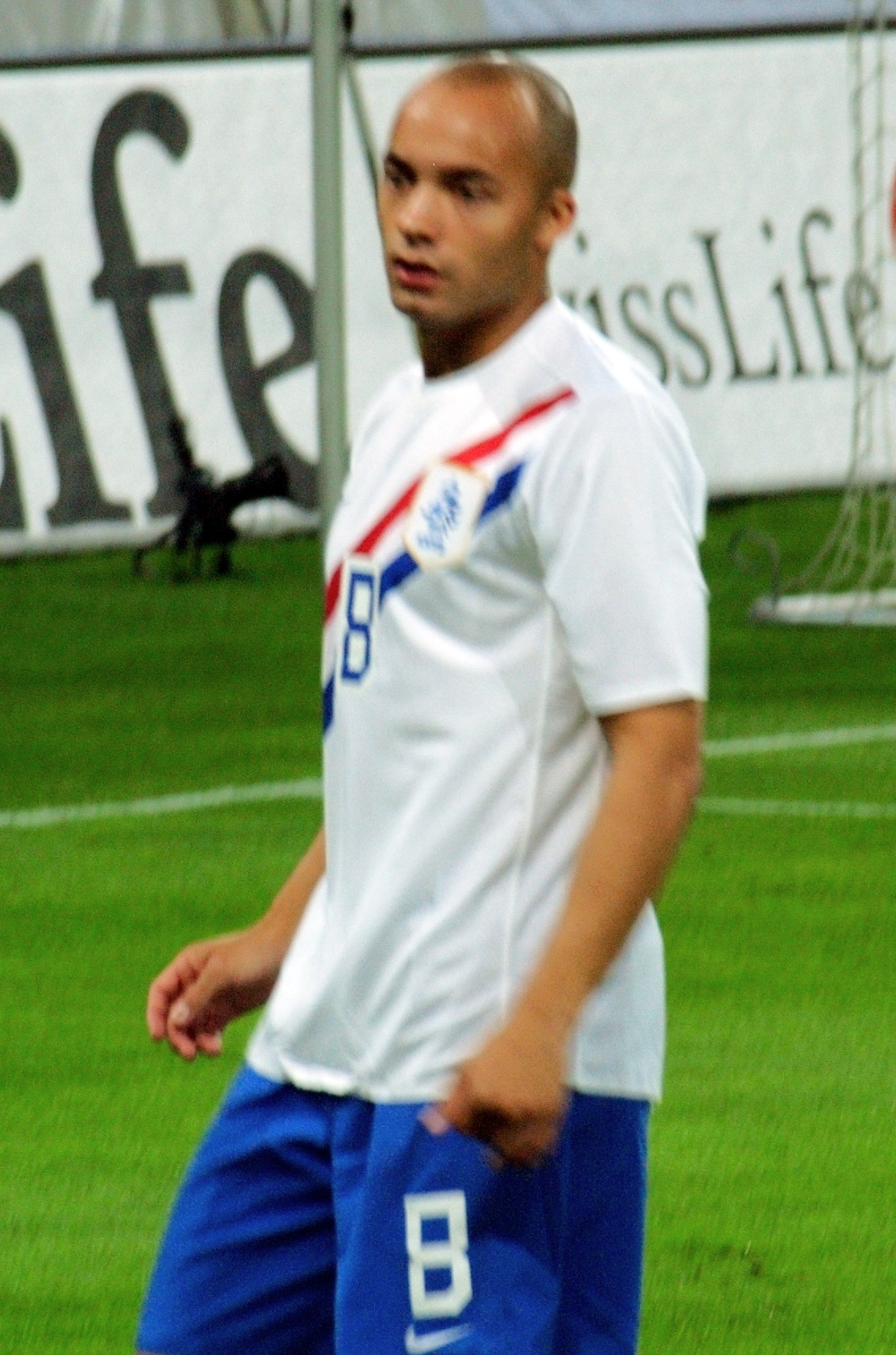
迪施奧代表荷蘭國家隊上陣

迪施奧的事業始於家鄉球隊阿培爾頓，前進伊高斯看到他的出色表現後決定把他簽下。他是曾是荷蘭U21國家隊成員，在2006年參加歐洲U-21足球錦標賽助荷蘭贏得冠軍。2006年8月，AZ阿爾克馬爾先格羅寧根一步，以10萬歐元轉會費把他簽下，合約四年。
在阿爾克馬爾的表現吸引了國家隊主教練雲巴士頓的注意。於2008年3月28日對斯洛文尼亞的2008年歐洲國家盃外圍賽中，雲巴士頓首次召叫迪斯奧代表成年國家隊上陣。
2008年6月，迪施奧入選了2008年歐洲國家盃決賽周的荷蘭23人名單。
2010年6月，迪斯奧入選了2010年南非世界盃決賽周的荷蘭23人名單。